# Župnija Šentilj v Slovenskih goricah
Župnija Šentilj v Slovenskih goricah je rimskokatoliška teritorialna župnija dekanije Jarenina mariborskega naddekanata, ki je del nadškofije Maribor.

## Sakralni objekti
- Cerkev svetega Egidija, Šentilj v Slovenskih goricah (župnijska cerkev)
- Kapela Žalostne Matere Božje, Štrihovec